# Jim DeRogatis
James DeRogatis, dit Jim DeRogatis, né le 2 septembre 1964 à Jersey City, dans le New Jersey, est un critique musical et animateur de radio américain. Il a collaboré aux magazines Spin, Guitar World et Modern Drummer, et a été durant quinze années le critique musical du quotidien Chicago Sun-Times.
Il se fait connaître en 2000, alors âgé de 36 ans, pour sa biographie de Lester Bangs.
Il anime avec Greg Kot l'émission musicale Sound Opinions diffusée sur la radio publique WBEZ.
En juillet 2017, son travail de journaliste connaît une ampleur internationale: après seize années d'investigation, Jim DeRogatis publie dans le magazine américain Buzzfeed une longue enquête sur le producteur et chanteur R. Kelly, accusé d'attirer des jeunes adolescentes et femmes chez lui, les coupant de leur famille, afin d'avoir des relations sexuelles avec elles.